# Gaetano Donizetti (navire)
Pour les articles homonymes, voir Donizetti (homonymie).
Le  Gaetano Donizetti est un navire marchand italien, capturé par l’Allemagne nazie pour participer à son effort de guerre, puis détruit par le HMS Eclipse le 23 septembre 1943 dans l’est de la mer Égée, coulant et tuant les 1 800 personnes à bord : 1 576 prisonniers de guerre italiens entassés à bord, 220 gardes allemands et un équipage réduit.

## Contexte
Le 8 septembre 1943 est signé l’armistice entre l'Italie et les alliés. Les Allemands avaient anticipé la capitulation italienne, et ont immédiatement lancé l’opération Achse pour désarmer l’armée italienne et s’emparer des possessions du pays. Les îles du Dodécanèse étaient occupées par l’Italie depuis la guerre italo-turque de 1912. Les forces allemandes, commandées par le Generalleutnant Ulrich Kleemann, se précipitent sur l’île centrale de Rhodes et attaquent la garnison italienne de 40 000 hommes le 9 septembre, la forçant à se rendre le 11 septembre. Ce faisant, ils déjouèrent les plans des Britanniques, qui espéraient par leur campagne du Dodécanèse contrôler les îles comme bases contre les Balkans contrôlés par les Allemands.
Les Allemands devaient tenir les Britanniques à distance et voulaient se débarrasser le plus rapidement possible des nombreux prisonniers italiens. Les nazis considéraient les Italiens qui avaient choisi de ne plus se battre à leurs côtés (la majorité), non pas comme des prisonniers de guerre, mais comme des traîtres à envoyer en Allemagne. Ces internés militaires italiens étaient voués au travail forcé.

## Le naufrage
Le Gaetano Donizetti avait été confisqué par les Allemands pour apporter des armes à Rhodes, où il est arrivé le 19 septembre. Les Allemands ont ensuite entassé quelque 1 600 prisonniers dans la soute, où il n’y avait raisonnablement de la place que pour 700. Le Gaetano Donizetti a pris la mer le 22 septembre. Il longea la côte est de Rhodes et se dirigea vers le sud-ouest, passant par le sud de Lindos. Le Gaetano Donizetti était escorté par le torpilleur allemand TA 10, sous le commandement de l'Oberleutnant Jobst Hahndorff. Il s’agissait de l’ancien torpilleur français la Pomone, et plus tard le torpilleur italien FR 42.
Vers 1 h 10 du matin le 23 septembre, le convoi a été détecté par le HMS Eclipse sous le commandement du commander E. Mack, qui a immédiatement ouvert le feu. Le Gaetano Donizetti, surchargé, a coulé en quelques secondes, emportant avec lui tout l’équipage allemand et tous les prisonniers italiens. Le torpilleur allemand TA 10 a été lourdement endommagé et remorqué jusqu’à Rhodes, où il a été sabordé quelques jours plus tard. Le HMS Eclipse a quitté les lieux, sans se rendre compte de l’ampleur de la tragédie qui venait de se produire.
Presque toutes les sources s’accordent à dire que le Gaetano Donizetti a coulé corps et âmes, bien qu’il existe un rapport italien affirmant qu’au moins 32 survivants ont été secourus par un destroyer britannique. Aucun document officiel britannique ne confirme cette version. L’épave du Gaetano Donizetti se trouve au large de la côte ouest de Rhodes. Le plongeur grec Kostas Thoctarides a réalisé des images sonar à balayage latéral montrant que le navire est brisé en deux morceaux à une profondeur de 105 m.
Le 12 février 1944, un autre navire de transport quittant Rhodes, le SS Oria, a coulé dans une tempête, causant la mort de quelque 4 000 prisonniers de guerre italiens.